# Batman Dracula
Batman Dracula è un film del 1964 diretto da Andy Warhol.

## Produzione
Warhol, appassionato della serie di fumetti di Batman, realizzò questo "omaggio", senza il permesso della DC Comics.
Le riprese vennero realizzate sulle spiagge di Long Island e sui tetti di New York.

## Distribuzione
Distribuito nel luglio 1964, venne proiettato solo nelle mostre d'arte di Warhol. Per anni venne considerato perduto fino a quando parte del film non venne mostrata nel documentario Jack Smith and the Destruction of Atlantis (2006).